# Ридель, Клеменс (футболист)
Клеменс Ридель (нем. Clemens Riedel; род. 19 июля 2003, Вёльферсхайм, Гессен) — немецкий футболист, защитник клуба «Дармштадт 98».

## Клубная карьера
Ридель — воспитанник клубов «Айнтрахт» (Франкфурт), «Визек» и «Дармштадт 98». 24 июля 2021 года в матче против «Яна» он дебютировал во Второй Бундеслиге в составе последнего. В 2023 году игрок помог клубу выйти в элиту. 26 августа 2023 года в матче против берлинского «Униона» он дебютировал в Бундеслиге.